# الجيش الغربي الثاني
الجيش الغربي الثاني أنشئ في 1810 كجزء من عملية إصلاح الجيش الإمبراطوري الروسي ككل ، وكان هدفه الدفاع عن المنطقة الوسطى الغربية من الحدود الروسية مع بولندا (دوقية وارسو) على الحدود النمساوية خلال الغزو الفرنسي المتوقع لروسيا.
- القائد العام للقوات هو قائد فرقة المشاة الأمير براغاسيون
- رئيس الأركان : اللواء غراف دي سان كاهن
- التموين : اللواء فيستينسكي
- العمل العام : العقيد ماران
- قائد المدفعية : اللواء البارون ليفنشترن
- رئيس المهندسين : اللواء فيستر
- الفيلق السابع للمشاة : اللفتنانت رايفسكي
- الفيلق الثامن للمشاة : اللفتنانت بورودزين
- سلاح الفرسان الرابع : اللواء سيفرو

مجموع قوة الجيش كانت 46 كتيبة و52 سربا و9 أفواج القوزاق و168 من البنادق.